# Campionato mondiale per club FIVB 2022 (femminile)
Il campionato mondiale per club FIVB 2022 si è svolto dal 14 al 18 dicembre 2022 ad Adalia, in Turchia: al torneo hanno partecipato sei squadre di club e la vittoria finale è andata per la seconda volta all'Imoco.

## Regolamento

### Formula
La formula ha previsto:
- Fase a gironi, disputata con girone all'italiana: le prime due classificate di ogni girone hanno acceduto alla fase finale.
- Fase finale, disputata con semifinali, finale per il terzo posto e finale[2].

### Criteri di classifica
Se il risultato finale è stato di 3-0 o 3-1 sono stati assegnati 3 punti alla squadra vincente e 0 a quella sconfitta, se il risultato finale è stato di 3-2 sono stati assegnati 2 punti alla squadra vincente e 1 a quella sconfitta.
L'ordine del posizionamento in classifica è stato definito in base a:
- Numero di partite vinte;
- Punti;
- Ratio dei set vinti/persi;
- Ratio dei punti realizzati/subiti;
- Risultati degli scontri diretti;
- Classifica avulsa.

## Squadre partecipanti
| Squadra     | Qualificazione                              |
| ----------- | ------------------------------------------- |
| Eczacıbaşı  | Squadra organizzatrice                      |
| Imoco       | 2ª alla CEV Champions League 2021-22        |
| Minas       | 1ª al campionato sudamericano per club 2022 |
| Praia Clube | 2ª al campionato sudamericano per club 2022 |
| Qýanysh     | 1ª all'AVC Club Championships 2022          |
| VakıfBank   | 1ª alla CEV Champions League 2021-22        |

## Torneo

### Fase a gironi
| Girone A    | Girone B  |
| ----------- | --------- |
| Eczacıbaşı  | Minas     |
| Imoco       | Qýanysh   |
| Praia Clube | VakıfBank |

#### Girone A

##### Risultati
| 14 dicembre 2022 Antalya Spor Salonu, Adalia Durata: 1h:12 - Spettatori: 6 285 | Eczacıbaşı | 3 - 0 | Praia Clube | 25-14, 25-15, 25-18        |
| 15 dicembre 2022 Antalya Spor Salonu, Adalia Durata: 1h:21 - Spettatori: 2 304 | Imoco      | 3 - 0 | Praia Clube | 25-22, 25-21, 25-21        |
| 16 dicembre 2022 Antalya Spor Salonu, Adalia Durata: 1h:43 - Spettatori: 6 004 | Eczacıbaşı | 1 - 3 | Imoco       | 18-25, 25-21, 22-25, 18-25 |

##### Classifica
| Pos. | Squadra     | Pt | G | V | P | SV | SP | Ratio | PF  | PS  | Ratio |
| ---- | ----------- | -- | - | - | - | -- | -- | ----- | --- | --- | ----- |
| 1.   | Imoco       | 6  | 2 | 2 | 0 | 6  | 1  | 6,000 | 171 | 147 | 1,163 |
| 2.   | Eczacıbaşı  | 3  | 2 | 1 | 1 | 4  | 3  | 1,333 | 158 | 143 | 1,105 |
| 3.   | Praia Clube | 0  | 2 | 0 | 2 | 0  | 6  | 0,000 | 111 | 150 | 0,740 |

      Qualificata alle semifinali.

#### Girone B

##### Risultati
| 14 dicembre 2022 Antalya Spor Salonu, Adalia Durata: 1h:02 - Spettatori: 7 893 | VakıfBank | 3 - 0 | Qýanysh | 25-15, 25-15, 25-17 |
| 15 dicembre 2022 Antalya Spor Salonu, Adalia Durata: 1h:26 - Spettatori: 8 107 | VakıfBank | 3 - 0 | Minas   | 25-22, 26-24, 25-21 |
| 16 dicembre 2022 Antalya Spor Salonu, Adalia Durata: 1h:09 - Spettatori: 5 300 | Minas     | 3 - 0 | Qýanysh | 25-14, 25-14, 25-20 |

##### Classifica
| Pos. | Squadra   | Pt | G | V | P | SV | SP | Ratio | PF  | PS  | Ratio |
| ---- | --------- | -- | - | - | - | -- | -- | ----- | --- | --- | ----- |
| 1.   | VakıfBank | 6  | 2 | 2 | 0 | 6  | 0  | MAX   | 151 | 114 | 1,325 |
| 2.   | Minas     | 3  | 2 | 1 | 1 | 3  | 3  | 1,000 | 142 | 123 | 1,154 |
| 3.   | Qýanysh   | 0  | 2 | 0 | 2 | 0  | 6  | 0,000 | 94  | 150 | 0,627 |

      Qualificata alle semifinali.

### Fase finale
|  | Semifinali | Semifinali | Semifinali |           |    | Finale          | Finale          | Finale          |  |
|  |            |            |            |           |    |                 |                 |                 |  |
|  | 1A         | Imoco      | 3          |           |    |                 |                 |                 |  |
|  | 1A         | Imoco      | 3          |           |    |                 |                 |                 |  |
|  | 2B         | Minas      | 0          |           |    |                 |                 |                 |  |
|  | 2B         | Minas      | 0          |           | 1A | Imoco           | 3               |                 |  |
|  |            |            |            |           | 1A | Imoco           | 3               |                 |  |
|  |            |            | 1B         | VakıfBank | 1  |                 |                 |                 |  |
|  | 1B         | VakıfBank  | 1B         | VakıfBank | 1  | 3               |                 |                 |  |
|  | 1B         | VakıfBank  |            |           |    | 3               |                 |                 |  |
|  | 2A         | Eczacıbaşı | 0          |           |    | Finale 3º posto | Finale 3º posto | Finale 3º posto |  |
|  | 2A         | Eczacıbaşı | 0          |           |    |                 |                 |                 |  |
|  |            |            |            |           |    |                 |                 |                 |  |
|  |            |            |            |           |    | 2B              | Minas           | 1               |  |
|  |            |            |            |           |    | 2B              | Minas           | 1               |  |
|  |            |            |            |           |    | 2A              | Eczacıbaşı      | 3               |  |

#### Semifinali
| 17 dicembre 2022 Antalya Spor Salonu, Adalia Durata: 1h:07 - Spettatori: 3 205 | Imoco     | 3 - 0 | Minas      | 25-12, 25-17, 25-21 |
| 17 dicembre 2022 Antalya Spor Salonu, Adalia Durata: 1h:18 - Spettatori: 9 651 | VakıfBank | 3 - 0 | Eczacıbaşı | 25-21, 25-19, 25-23 |

#### Finale 3º posto
| 18 dicembre 2022 Antalya Spor Salonu, Adalia Durata: 1h:39 - Spettatori: 4 002 | Minas | 1 - 3 | Eczacıbaşı | 22-25, 25-23, 10-25, 21-25 |

#### Finale
| 18 dicembre 2022 Antalya Spor Salonu, Adalia Durata: 1h:44 - Spettatori: 9 108 | Imoco | 3 - 1 | VakıfBank | 25-18, 22-25, 25-21, 25-21 |

## Classifica finale
| Pos | Squadre     |
| --- | ----------- |
|     | Imoco       |
|     | VakıfBank   |
|     | Eczacıbaşı  |
| 4   | Minas       |
| 5   | Praia Clube |
| 6   | Qýanysh     |

## Premi individuali
| Premio                 | Nome               | Squadra   |
| ---------------------- | ------------------ | --------- |
| MVP                    | Isabelle Haak      | Imoco     |
| Miglior palleggiatrice | Joanna Wołosz      | Imoco     |
| Miglior opposto        | Isabelle Haak      | Imoco     |
| Miglior schiacciatrice | Kelsey Robinson    | Imoco     |
| Miglior schiacciatrice | Gabriela Guimarães | VakıfBank |
| Miglior centrale       | Chiaka Ogbogu      | VakıfBank |
| Miglior centrale       | Zehra Güneş        | VakıfBank |
| Miglior libero         | Monica De Gennaro  | Imoco     |

## Statistiche
| Rendimento individuale | Rendimento individuale | Rendimento individuale | Rendimento individuale |
| Pos.                   | Nome                   | Punti                  | Squadra                |
| ---------------------- | ---------------------- | ---------------------- | ---------------------- |
| 1                      | Isabelle Haak          | 99                     | Imoco                  |
| 2                      | Tijana Bošković        | 95                     | Eczacıbaşı             |
| 3                      | Paola Egonu            | 93                     | VakıfBank              |
| 4                      | Gabriela Guimarães     | 49                     | VakıfBank              |
| 5                      | Chiaka Ogbogu          | 40                     | VakıfBank              |
| 5                      | Priscila Daroit        | 40                     | Minas                  |

| Attacchi vincenti | Attacchi vincenti  | Attacchi vincenti | Attacchi vincenti |
| Pos.              | Nome               | Punti             | Squadra           |
| ----------------- | ------------------ | ----------------- | ----------------- |
| 1                 | Isabelle Haak      | 88                | Imoco             |
| 2                 | Tijana Bošković    | 82                | Eczacıbaşı        |
| 3                 | Paola Egonu        | 81                | VakıfBank         |
| 4                 | Gabriela Guimarães | 41                | VakıfBank         |
| 5                 | Yonkaira Peña      | 33                | Minas             |
| 5                 | Priscila Daroit    | 33                | Minas             |

| Muri vincenti | Muri vincenti      | Muri vincenti | Muri vincenti |
| Pos.          | Nome               | Punti         | Squadra       |
| ------------- | ------------------ | ------------- | ------------- |
| 1             | Chiaka Ogbogu      | 8             | VakıfBank     |
| 1             | Kelsey Robinson    | 8             | Imoco         |
| 1             | Thaísa de Menezes  | 8             | Minas         |
| 4             | Isabelle Haak      | 7             | Imoco         |
| 5             | Paola Egonu        | 6             | VakıfBank     |
| 5             | Gabriela Guimarães | 6             | VakıfBank     |
| 5             | Nika Daalderop     | 6             | VakıfBank     |

| Battute vincenti | Battute vincenti | Battute vincenti | Battute vincenti |
| Pos.             | Nome             | Punti            | Squadra          |
| ---------------- | ---------------- | ---------------- | ---------------- |
| 1                | Tijana Bošković  | 8                | Eczacıbaşı       |
| 2                | Paola Egonu      | 6                | VakıfBank        |
| 2                | Júlia Kudiess    | 6                | Minas            |
| 4                | Priscila Daroit  | 5                | Minas            |
| 4                | Priscila Heldes  | 5                | Minas            |